# Planungsregionen in Bayern
Die Planungsregionen in Bayern wurden am 1. April 1973 bei der Einteilung Bayerns in insgesamt 18 Raumordnungsregionen auf Grundlage des Bayerischen Landesplanungsgesetzes von 1970 geschaffen.
Die Planungsregionen sind regionale Planungsräume, in denen nach dem Bayerischen Landesentwicklungsprogramm (LEP) ausgewogene Lebens- und Wirtschaftsbeziehungen erhalten oder entwickelt werden sollen. Hierzu wird für jede Region ein Regionalplan aufgestellt.
Für jede Planungsregion wurde ein Regionaler Planungsverband eingerichtet, ein Zusammenschluss der Gemeinden und Landkreise der Region, der die Rechtsform einer Körperschaft des Öffentlichen Rechts hat. Die Regionalen Planungsverbände sind die Träger der Regionalplanung im übertragenen Wirkungskreis und konkretisieren die Ziele des Landesentwicklungsprogramms für den räumlichen Zuständigkeitsbereich.
Insgesamt entstanden nach Inkrafttreten der Einteilung Bayerns in Regionen 1973 folgende Planungsregionen, die bis zum Landesentwicklungsprogramm 2013 drei Regionsgruppen zugeordnet wurden, je nachdem, welche der Gebietskategorien des Landesentwicklungsprogramms an der Region prägenden Anteil hat:

Karte der Planungsregionen in Bayern

| Nr.                                                  | Region                | Verwaltungssitz 1        | Fläche in km² 1. Jan. 2004 | Bevölkerung 31. Dez. 2019 | Einwohner/km² 31. Dez. 2019 |
| ---------------------------------------------------- | --------------------- | ------------------------ | -------------------------- | ------------------------- | --------------------------- |
| Regionen mit großen Verdichtungsräumen               |                       |                          |                            |                           |                             |
| 7                                                    | Nürnberg 2            | Nürnberg                 | 2934,21                    | 1.353.032                 | 461                         |
| 9                                                    | Augsburg              | Augsburg                 | 4065,22                    | 915.050                   | 225                         |
| 14                                                   | München               | München                  | 5503,78                    | 2.927.716                 | 532                         |
| Grenzland- und überwiegend strukturschwache Regionen |                       |                          |                            |                           |                             |
| 3                                                    | Main-Rhön             | Haßfurt                  | 3991,86                    | 436.125                   | 109                         |
| 4                                                    | Oberfranken-West      | Bamberg                  | 3675,07                    | 602.077                   | 164                         |
| 5                                                    | Oberfranken-Ost       | Hof                      | 3616,33                    | 467.555                   | 129                         |
| 6                                                    | Oberpfalz-Nord        | Neustadt an der Waldnaab | 5300,95                    | 498.106                   | 94                          |
| 8                                                    | Westmittelfranken     | Ansbach                  | 4310,64                    | 422.137                   | 98                          |
| 11                                                   | Regensburg            | Regensburg               | 5201,53                    | 710.547                   | 137                         |
| 12                                                   | Donau-Wald            | Straubing                | 5690,06                    | 669.620                   | 118                         |
| 13                                                   | Landshut              | Landshut                 | 3768,00                    | 473.737                   | 126                         |
| Sonstige ländliche Regionen                          |                       |                          |                            |                           |                             |
| 1                                                    | Bayerischer Untermain | Aschaffenburg            | 1477,34                    | 373.945                   | 253                         |
| 2                                                    | Würzburg              | Karlstadt                | 3061,79                    | 507.549                   | 166                         |
| 10                                                   | Ingolstadt            | Ingolstadt               | 2847,96                    | 495.803                   | 174                         |
| 15                                                   | Donau-Iller 3         | Ulm 4                    | 2577,14 5                  | 491.672                   | 191                         |
| 16                                                   | Allgäu                | Kaufbeuren               | 3349,67                    | 492.720                   | 147                         |
| 17                                                   | Oberland              | Bad Tölz (seit 2014)     | 3952,66                    | 451.829                   | 114                         |
| 18                                                   | Südostoberbayern      | Rosenheim                | 5225,22                    | 835.517                   | 159                         |
|                                                      | Freistaat Bayern      | München                  | 70549,44                   | 13.124.737                | 186                         |

Die Grenzen der bayerischen Planungsregionen folgen im Wesentlichen den Kreisgrenzen. Nur zwei Landkreise werden durch Regionsgrenzen durchschnitten:
Landkreis Kelheim: Der Großteil gehört zur Planungsregion Regensburg, nur der Mittelbereich Mainburg im Süden des Landkreises mit den fünf Gemeinden Aiglsbach, Attenhofen, Elsendorf, Mainburg und Volkenschwand gehört zur Planungsregion Landshut.
Landkreis Tirschenreuth: Der Großteil gehört zur Planungsregion Oberpfalz-Nord, nur die Gemeinde Waldershof im Norden des Landkreises gehört zur Planungsregion Oberfranken-Ost.